# Hyphoraia marginata
Hyphoraia marginata là một loài bướm đêm thuộc phân họ Arctiinae, họ Erebidae.